# Pinofranqueado
Pinofranqueado ist ein Ort und eine spanische Gemeinde (municipio) mit 1.763 Einwohnern (Stand: 2024) im äußersten Norden der Provinz Cáceres in der Autonomen Region Extremadura. Zur Gemeinde gehören auch die jeweils nur zwischen 15 und 100 Einwohner zählenden Weiler (pedanías) Aldehuela, Avellanar, Castillo, Erías, Horcajo, Mesegal, Muela, Ovejuela, Robledo und Sauceda.

## Lage
Der Ort Pinofranqueado gehört zu den Gemeinden der Hurdes und liegt ca. 120 km (Fahrtstrecke) nördlich der Provinzhauptstadt Cáceres nahe der Grenze zur Nachbarregion Kastilien-León in den südlichen Ausläufern des Iberischen Gebirges in einer Höhe von annähernd 450 m ü. d. M. Der Ort liegt an der Einmündung des Río Esperabán in den Río de los Angeles. Das Klima ist gemäßigt bis warm; Regen (ca. 550 mm/Jahr) fällt hauptsächlich im Winterhalbjahr.

## Bevölkerungsentwicklung
| Jahr      | 1857  | 1900  | 1950  | 2000  | 2017  |
| Einwohner | k. A. | 1.093 | 2.023 | 1.693 | 1.785 |

Der Bevölkerungsrückgang seit den 1950er Jahren ist im Wesentlichen auf die Aufgabe von bäuerlichen Kleinbetrieben und den damit einhergehenden Verlust an Arbeitsplätzen zurückzuführen.

## Wirtschaft
Die Gegend diente den Menschen seit der Antike als sommerliches Weidegebiet für ihre Schaf- und Ziegenherden. Nach Beginn der Sesshaftigkeit begann man mit dem Anbau von Oliven, Wein und Feigen; später kamen andere Obstsorten (Äpfel, Kirschen etc.) hinzu. Der Anbau von Gerste und anderen Feldfrüchten diente in früheren Jahrhunderten vorwiegend der Selbstversorgung. Wichtigste Handelswaren waren Holzkohle sowie Käse und Honig. Die heutzutage wichtigste Einnahmequelle des Ortes ist der Tourismus in Form der Vermietung von Ferienhäusern (casas rurales).

## Geschichte

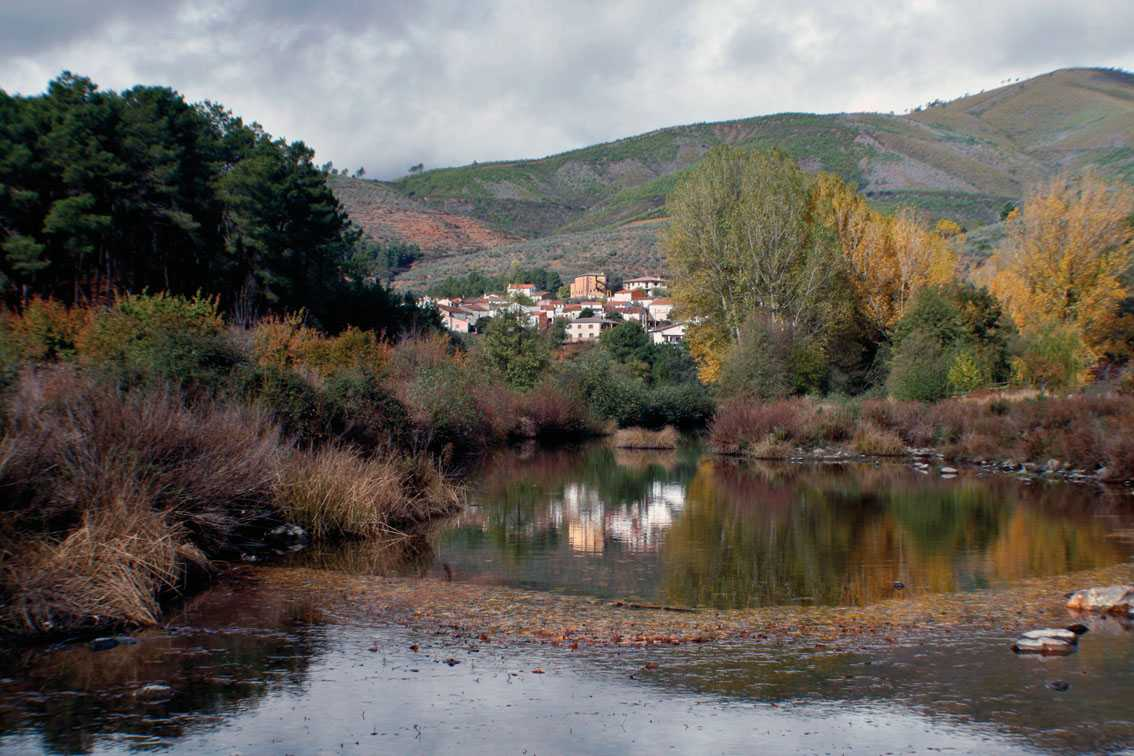
Ortsansicht von Sauceda

Jungsteinzeitliche Jäger und Sammler durchstreiften das Gebiet; einige scheinen sich länger aufgehalten zu haben, denn es existieren mehrere Stellen mit Ritzzeichnungen (Petroglyphen). Kelten, Römer, Westgoten und Mauren beachteten die von Viehnomaden (Transhumanten) als Sommerweide genutzte Bergregion nur am Rande. Die ersten dauerhaften Siedlungen entstanden wohl erst im Hochmittelalter, doch gab es zu dieser Zeit weder Kirchen noch Kapellen; diese entstanden erst in der Zeit vom 17. bis 19. Jahrhundert.

## Sehenswürdigkeiten
- Die Kirche Nuestra Señora de la Encina ist ein für die Gegend recht imposanter Bau aus dem 17. und 18. Jahrhundert.

Umgebung
- Auch die Weiler Erías, Horcajo und Ovejuela verfügen über kleinere Kirchen. In Ovejuela sind überdies die Ruinen eines Franziskanerkonvents zu sehen.